# Toyokazu Matsunaga
Toyokazu Matsunaga (jap. 松永 豊和, Matsunaga Toyokazu; * 20. September 1964 in Amagasaki, Präfektur Hyōgo, Japan) ist ein japanischer Manga-Zeichner.
Matsunaga gewann 1992 bei einem Wettbewerb des Manga-Magazins Afternoon den Shiki-Preis. Die preisgekrönte Kurzgeschichte Killing Paranoia (きりんぐぱらのいあ, Kiringu Paranoia) erschien daraufhin im Afternoon und war damit der erste Comic, den er als professioneller Zeichner veröffentlichte.
Von 1993 bis 1997 zeichnete er für das Young Sunday-Magazin des Shōgakukan-Verlages die Manga-Serie Bakune Young (バクネヤング, Bakune Yangu), in der ein junger Mann beschließt, gegen die Yakuza vorzugehen. Der Manga erschien auch in zwei Sammelbänden, 2000 kam ein Artbook zu Bakune Young heraus.
Nach Bakune Young war er vor allem für das alternative Ikki-Magazin, für das er von der ersten Ausgabe an arbeitete. In diesem Magazin wurde von 2000 bis 2001 sein Angel Mark (エンゼルマーク, Enjeru Māku) und von 2002 bis 2005 Ryūguden (龍宮殿) veröffentlicht. Letzterer Comic, angelehnt an die Legende um Tarō Urashima, handelt von zwei Jungen in Hasenkostümen, die mit einem Zug zu einer Stadt im Meer fahren, in der Fischmenschen leben. Der Verlag Shōgakukan publizierte Ryūguden auch in drei Sammelbänden.
Sein Werk wurde ins Englische und Italienische übersetzt.